# Fagus hayatae
Fagus hayatae är en bokväxtart som beskrevs av Ivan Vladimirovitj Palibin och Bunzo Hayata. Fagus hayatae ingår i släktet bokar, och familjen bokväxter. Inga underarter finns listade.
Arten förekommer endemisk på Taiwan. Den liknar arten Fagus lucida från centrala Kina och båda taxa kan vara synonymer. Denna bok ingår i lövskogar i bergstrakternas låga delar. Trädet har en långsam utveckling. För att frön kan gro behövs skogsgläntor men de är ofta upptagna av andra lövträd eller av bambu. IUCN kategoriserar arten globalt som sårbar.

## Bildgalleri

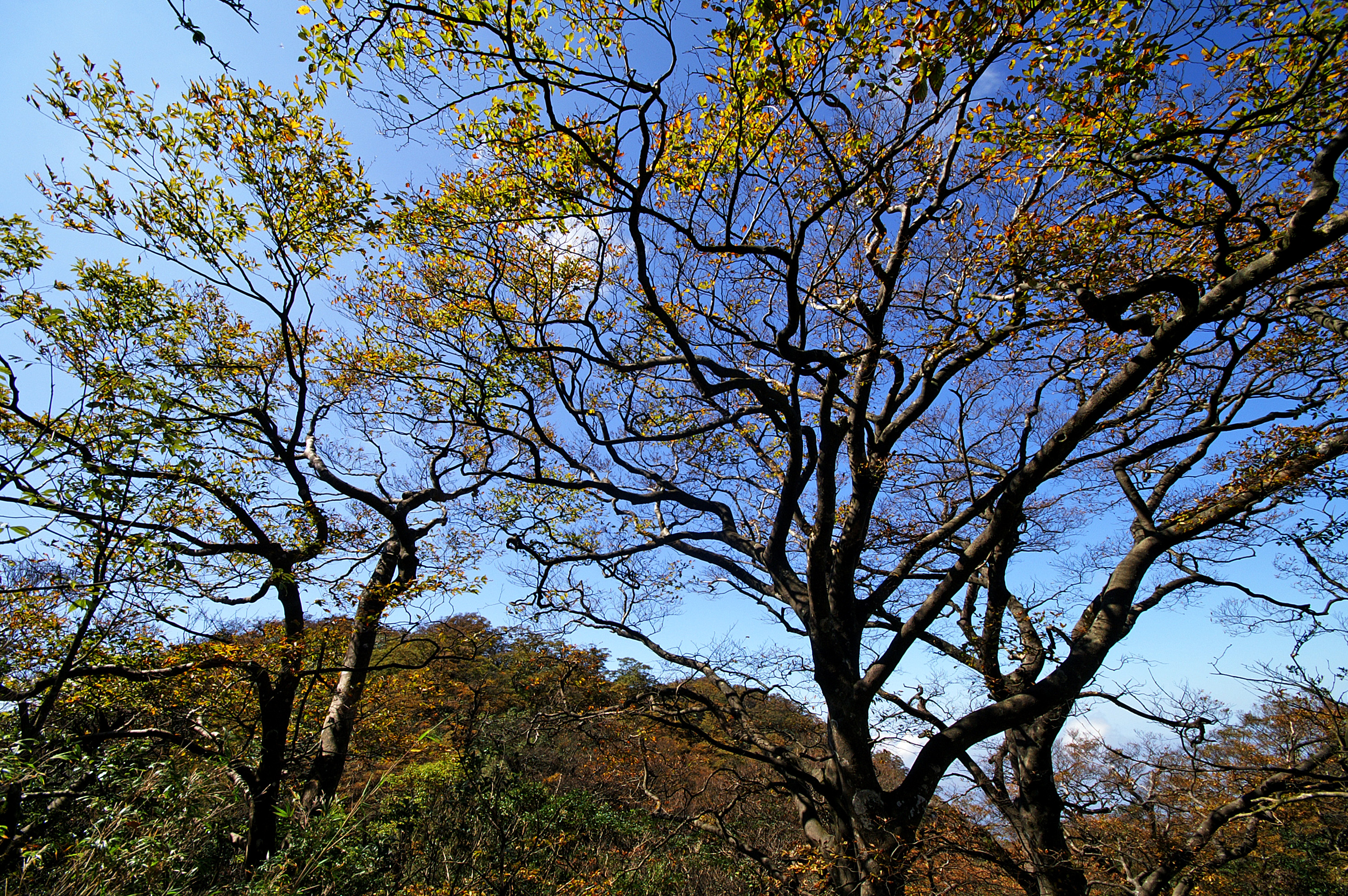